# Čierne Kľačany
Čierne Kľačany este o comună slovacă, aflată în districtul Zlaté Moravce din regiunea Nitra. Localitatea se află la altitudinea de 195 m deasupra n.m., se întinde pe o suprafață de 10,98 km2 și în 2017 număra 1.129 de locuitori.

## Istoric
Localitatea Čierne Kľačany este atestată documentar din 1209.

## Demografie
| An:                | 1994 | 2004   | 2014   | 2024   |
| ------------------ | ---- | ------ | ------ | ------ |
| Număr de persoane: | 1125 | 1115   | 1104   | 1158   |
| Diferență:         |      | −0,88% | −0,98% | +4,89% |

| An:                | 2023 | 2024   |
| ------------------ | ---- | ------ |
| Număr de persoane: | 1175 | 1158   |
| Diferență:         |      | −1,44% |